# Giro d'Italia 1934
Il Giro d'Italia 1934, ventiduesima edizione della "Corsa Rosa", si svolse in diciassette tappe dal 19 maggio al 10 giugno 1934, per un percorso totale di 3 712,7 km. Fu vinto dall'italiano Learco Guerra. Su 105 partenti arrivarono al traguardo finale 52 corridori.
La ventiduesima edizione del Giro venne dominata dalla Locomotiva Umana Learco Guerra, alla prima vittoria in carriera nella corsa, davanti a Francesco Camusso e Giovanni Cazzulani. La vittoria di Guerra non fu facile: per due volte infatti andò in crisi e perse la maglia rosa, prima nella Bari-Campobasso, poi nella Firenze-Bologna, quando perse 5 minuti sui diretti concorrenti Camusso e Giuseppe Olmo. Si riscattò nella seconda cronometro verso Ferrara, recuperando lo scarto e concludendo con 51 secondi di margine su Camusso.
Il cinque volte vincitore Alfredo Binda fu invece costretto al ritiro per una caduta di gruppo avvenuta sulla Via Salaria, presso Villa Glori a Roma, nelle fasi finali della quinta tappa. Nell'occasione venne investito da una moto della polizia, che gli procurò una ferita alla testa, ma riuscì comunque a portare a termine la frazione; nella tappa seguente prese il via da Roma, ma dopo circa 50 km, nei pressi di Segni Scalo, preferì abbandonare.
Nella settima tappa, da Napoli a Bari, si mise in luce l'"isolato" Adriano Vignoli che, dopo una fuga di 160 km sull'Appennino lucano e lungo il Tavoliere delle Puglie, arrivò a Bari con 10'42" di vantaggio sul secondo.
L'ultima tappa, il 10 giugno, si svolse in concomitanza con la finale del Campionato mondiale di calcio 1934, a Roma, che portò all'Italia il primo titolo mondiale.

## Tappe
| Tappa  | Data      | Percorso                              | km      | Vincitore di tappa | Leader cl. generale |
| ------ | --------- | ------------------------------------- | ------- | ------------------ | ------------------- |
| 1ª     | 19 maggio | Milano > Torino                       | 169,2   | Francesco Camusso  | Francesco Camusso   |
| 2ª     | 20 maggio | Torino > Genova                       | 206,5   | Learco Guerra      | Francesco Camusso   |
|        | 21 maggio | giorno di riposo                      |         |                    |                     |
| 3ª     | 22 maggio | Genova > Livorno                      | 220,5   | Learco Guerra      | Francesco Camusso   |
| 4ª     | 23 maggio | Livorno > Pisa (cron. individuale)    | 45      | Learco Guerra      | Learco Guerra       |
| 5ª     | 24 maggio | Pisa > Roma                           | 333     | Learco Guerra      | Learco Guerra       |
|        | 25 maggio | giorno di riposo                      |         |                    |                     |
| 6ª     | 26 maggio | Roma > Napoli                         | 228     | Learco Guerra      | Learco Guerra       |
| 7ª     | 27 maggio | Napoli > Bari                         | 339     | Adriano Vignoli    | Learco Guerra       |
|        | 28 maggio | giorno di riposo                      |         |                    |                     |
| 8ª     | 29 maggio | Bari > Campobasso                     | 245     | Félicien Vervaecke | Giuseppe Olmo       |
| 9ª     | 30 maggio | Campobasso > Teramo                   | 283     | Learco Guerra      | Learco Guerra       |
| 10ª    | 31 maggio | Teramo > Ancona                       | 214     | Learco Guerra      | Learco Guerra       |
|        | 1º giugno | giorno di riposo                      |         |                    |                     |
| 11ª    | 2 giugno  | Ancona > Rimini                       | 213     | Learco Guerra      | Learco Guerra       |
| 12ª    | 3 giugno  | Rimini > Firenze                      | 176,5   | Learco Guerra      | Learco Guerra       |
| 13ª    | 4 giugno  | Firenze > Bologna                     | 120     | Giuseppe Olmo      | Francesco Camusso   |
|        | 5 giugno  | giorno di riposo                      |         |                    |                     |
| 14ª    | 6 giugno  | Bologna > Ferrara (cron. individuale) | 59      | Learco Guerra      | Learco Guerra       |
| 15ª    | 7 giugno  | Ferrara > Trieste                     | 273     | Fabio Battesini    | Learco Guerra       |
| 16ª    | 8 giugno  | Trieste > Bassano del Grappa          | 273     | Giuseppe Olmo      | Learco Guerra       |
|        | 9 giugno  | giorno di riposo                      |         |                    |                     |
| 17ª    | 10 giugno | Bassano del Grappa > Milano           | 315     | Giuseppe Olmo      | Learco Guerra       |
| Totale | Totale    | Totale                                | 3 712,7 |                    |                     |

## Squadre e corridori partecipanti
Si iscrissero alla corsa 111 ciclisti, 52 in rappresentanza di otto squadre, o "aggruppati", e 59 senza squadra, o "isolati". I partenti effettivi furono 105, 51 "aggruppati" e 54 "isolati".
| N.    | Cod. | Squadra   |
| ----- | ---- | --------- |
| 1-4   | DEI  | Dei       |
| 5-10  | GLO  | Gloria    |
| 11-16 | OLY  | Olympia   |
| 17-24 | BIA  | Bianchi   |
| 25-32 | OMP  | Olympique |

| N.     | Cod. | Squadra       |
| ------ | ---- | ------------- |
| 33-38  | GAN  | Ganna         |
| 39-43  | MAI  | Maino-Clément |
| 44-52  | LEG  | Legnano       |
| 61-119 | IND  | Isolati       |

## Dettagli delle tappe

### 1ª tappa
- 19 maggio: Milano > Torino – 169,2 km

Risultati
| Pos. | Corridore         | Squadra | Tempo    |
| ---- | ----------------- | ------- | -------- |
| 1    | Francesco Camusso | Gloria  | 4h57'55" |
| 2    | Giuseppe Olmo     | Bianchi | a 15"    |
| 3    | Learco Guerra     | Maino   | s.t.     |

### 2ª tappa
- 20 maggio: Torino > Genova – 206,5 km

Risultati
| Pos. | Corridore     | Squadra | Tempo    |
| ---- | ------------- | ------- | -------- |
| 1    | Learco Guerra | Maino   | 5h53'05" |
| 2    | Alfredo Binda | Legnano | s.t.     |
| 3    | Remo Bertoni  | Legnano | s.t.     |

### 3ª tappa
- 22 maggio: Genova > Livorno – 220,5 km

Risultati
| Pos. | Corridore     | Squadra | Tempo    |
| ---- | ------------- | ------- | -------- |
| 1    | Learco Guerra | Maino   | 6h34'47" |
| 2    | Giuseppe Olmo | Bianchi | s.t.     |
| 3    | Alfredo Binda | Legnano | s.t.     |

### 4ª tappa
- 23 maggio: Livorno > Pisa – Cronometro individuale – 45 km

Risultati
| Pos. | Corridore           | Squadra | Tempo    |
| ---- | ------------------- | ------- | -------- |
| 1    | Learco Guerra       | Maino   | 1h05'39" |
| 2    | Giuseppe Olmo       | Bianchi | a 26"    |
| 3    | Domenico Piemontesi | Maino   | a 50"    |

### 5ª tappa
- 24 maggio: Pisa > Roma – 333 km

Risultati
| Pos. | Corridore           | Squadra | Tempo     |
| ---- | ------------------- | ------- | --------- |
| 1    | Learco Guerra       | Maino   | 11h19'57" |
| 2    | Nino Sella          | Maino   | s.t.      |
| 3    | Domenico Piemontesi | Maino   | a 50"     |

### 6ª tappa
- 26 maggio: Roma > Napoli – 226 km

Risultati
| Pos. | Corridore     | Squadra | Tempo    |
| ---- | ------------- | ------- | -------- |
| 1    | Learco Guerra | Maino   | 6h43'00" |
| 2    | Giuseppe Olmo | Bianchi | s.t.     |
| 3    | Ettore Meini  | Ganna   | s.t.     |

### 7ª tappa
- 27 maggio: Napoli > Bari – 339 km

Risultati
| Pos. | Corridore       | Squadra | Tempo     |
| ---- | --------------- | ------- | --------- |
| 1    | Adriano Vignoli | Isolati | 11h27'58" |
| 2    | Ettore Meini    | Ganna   | a 10'42"  |
| 3    | Bernardo Rogora | Gloria  | s.t.      |

### 8ª tappa
- 29 maggio: Bari > Campobasso – 245 km

Risultati
| Pos. | Corridore          | Squadra | Tempo    |
| ---- | ------------------ | ------- | -------- |
| 1    | Félicien Vervaecke | Ganna   | 8h25'30" |
| 2    | Luigi Giacobbe     | Maino   | s.t.     |
| 3    | Enrico Mara        | Isolati | s.t.     |

### 9ª tappa
- 30 maggio: Campobasso > Teramo – 283 km

Risultati
| Pos. | Corridore          | Squadra | Tempo     |
| ---- | ------------------ | ------- | --------- |
| 1    | Learco Guerra      | Maino   | 10h03'38" |
| 2    | Remo Bertoni       | Legnano | s.t.      |
| 3    | Giovanni Cazzulani | Gloria  | s.t.      |

### 10ª tappa
- 31 maggio: Teramo > Ancona – 214 km

Risultati
| Pos. | Corridore         | Squadra | Tempo    |
| ---- | ----------------- | ------- | -------- |
| 1    | Learco Guerra     | Maino   | 7h18'04" |
| 2    | Giuseppe Olmo     | Bianchi | s.t.     |
| 3    | Francesco Camusso | Gloria  | s.t.     |

### 11ª tappa
- 2 giugno: Ancona > Rimini – 213 km

Risultati
| Pos. | Corridore           | Squadra | Tempo    |
| ---- | ------------------- | ------- | -------- |
| 1    | Learco Guerra       | Maino   | 6h55'42" |
| 2    | Domenico Piemontesi | Maino   | s.t.     |
| 3    | Giuseppe Olmo       | Bianchi | s.t.     |

### 12ª tappa
- 3 giugno: Rimini > Firenze – 176,5 km

Risultati
| Pos. | Corridore         | Squadra | Tempo    |
| ---- | ----------------- | ------- | -------- |
| 1    | Learco Guerra     | Maino   | 6h05'46" |
| 2    | Giuseppe Olmo     | Bianchi | s.t.     |
| 3    | Francesco Camusso | Gloria  | s.t.     |

### 13ª tappa
- 4 giugno: Firenze > Bologna – 120 km

Risultati
| Pos. | Corridore          | Squadra | Tempo    |
| ---- | ------------------ | ------- | -------- |
| 1    | Giuseppe Olmo      | Bianchi | 3h38'21" |
| 2    | Remo Bertoni       | Legnano | s.t.     |
| 3    | Giovanni Cazzulani | Gloria  | s.t.     |

### 14ª tappa
- 6 giugno: Bologna > Ferrara – 59 km

Risultati
| Pos. | Corridore        | Squadra | Tempo    |
| ---- | ---------------- | ------- | -------- |
| 1    | Learco Guerra    | Maino   | 1h29'34" |
| 2    | Giuseppe Olmo    | Bianchi | a 1'05"  |
| 3    | Antonio Andretta | Isolati | a 2'25"  |

### 15ª tappa
- 7 giugno: Ferrara > Trieste – 273 km

Risultati
| Pos. | Corridore        | Squadra | Tempo    |
| ---- | ---------------- | ------- | -------- |
| 1    | Fabio Battesini  | Legnano | 8h13'04" |
| 2    | Antonio Andretta | Isolati | s.t.     |
| 3    | Giuseppe Olmo    | Bianchi | s.t.     |

### 16ª tappa
- 8 giugno: Trieste > Bassano del Grappa – 273 km

Risultati
| Pos. | Corridore           | Squadra | Tempo    |
| ---- | ------------------- | ------- | -------- |
| 1    | Giuseppe Olmo       | Bianchi | 9h33'00" |
| 2    | Ettore Meini        | Ganna   | s.t.     |
| 3    | Domenico Piemontesi | Maino   | s.t.     |

### 17ª tappa
- 10 giugno: Bassano del Grappa > Milano – 315 km

Risultati
| Pos. | Corridore          | Squadra | Tempo     |
| ---- | ------------------ | ------- | --------- |
| 1    | Giuseppe Olmo      | Bianchi | 11h08'00" |
| 2    | Ettore Meini       | Ganna   | s.t.      |
| 3    | Isidoro Piubellini | Isolati | s.t.      |

## Classifiche finali

### Classifica generale - Maglia rosa
| Pos. | Corridore           | Squadra | Tempo      |
| ---- | ------------------- | ------- | ---------- |
| 1    | Learco Guerra       | Maino   | 121h20'07" |
| 2    | Francesco Camusso   | Gloria  | a 51"      |
| 3    | Giovanni Cazzulani  | Gloria  | a 4'59"    |
| 4    | Giuseppe Olmo       | Bianchi | a 5'39"    |
| 5    | Giovanni Gotti      | Isolati | a 8'01"    |
| 6    | Remo Bertoni        | Legnano | a 15'30"   |
| 7    | Domenico Piemontesi | Maino   | s.t.       |
| 8    | Adriano Vignoli     | Isolati | a 24'46"   |
| 9    | Luigi Giacobbe      | Maino   | a 25'58"   |
| 10   | Luigi Barral        | Bianchi | a 33'18"   |

### Classifica del Gran Premio della Montagna
| Pos. | Corridore          | Squadra | Punti |
| ---- | ------------------ | ------- | ----- |
| 1    | Remo Bertoni       | Legnano | 31    |
| 2    | Luigi Barral       | Bianchi | 21    |
| 3    | Félicien Vervaecke | Ganna   | 19    |
| 4    | Francesco Camusso  | Gloria  | 17    |
| 5    | Vicente Trueba     | Olympia | 10    |

### Classifica stranieri
| Pos. | Corridore          | Squadra   | Tempo      |
| ---- | ------------------ | --------- | ---------- |
| 1    | Jef Demuysere      | Ganna     | 121h54'20" |
| 2    | Félicien Vervaecke | Ganna     | a 1h17'31" |
| 3    | Alfons Ghesquière  | Ganna     | a 1h29'52" |
| 4    | Vicente Trueba     | Olympia   | a 2h08'18" |
| 5    | Fabien Galateau    | Olympique | a 2h17'55" |

### Classifica isolati - Maglia bianca
| Pos. | Corridore         | Squadra | Tempo      |
| ---- | ----------------- | ------- | ---------- |
| 1    | Giovanni Gotti    | Isolati | 121h28'26" |
| 2    | Adriano Vignoli   | Isolati | a 16'47"   |
| 3    | Renato Scorticati | Isolati | a 28'58"   |
| 4    | Augusto Como      | Isolati | a 40'09"   |
| 5    | Ambrogio Morelli  | Isolati | a 49'55"   |

### Classifica a squadre - Trofeo Morgagni
| Pos. | Squadra | Tempo      |
| ---- | ------- | ---------- |
| 1    | Gloria  | 364h41'22" |
| 2    | Maino   | a 27"      |
| 3    | Bianchi | a 41'13"   |
| 4    | Legnano | a 1h22'50" |
| 5    | Ganna   | a 3h22'33" |
| 6    | Olympia | a 5h59'28" |